# Sigma Corporation

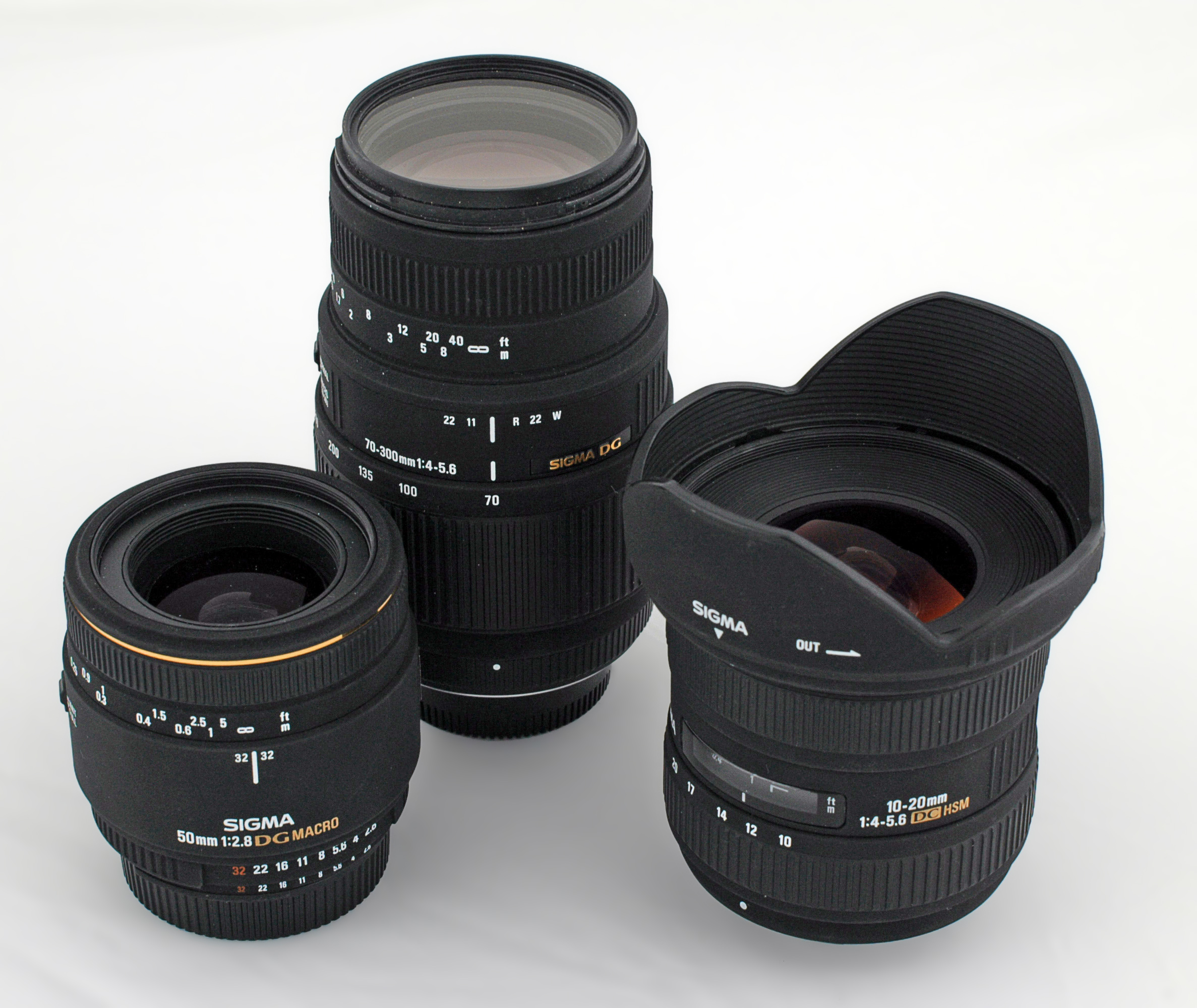

Sigma Corp. (japanska: 株式会社シグマ) är ett japanskt företag som tillverkar kameror, objektiv och andra fotorelaterade tillbehör.